# Леушены (Теленештский район)
Леушены (рум. Leuşeni, Леушень) — село в Теленештском районе Молдавии. Относится к сёлам, не образующим коммуну.

## География
Село расположено на высоте 98 метров над уровнем моря.

## Население
По данным переписи населения 2004 года, в селе Леушень проживает 1954 человека (964 мужчины, 990 женщин).
Этнический состав села:
| Национальность | Число жителей | Процентный состав |
| -------------- | ------------- | ----------------- |
| молдаване      | 1899          | 97.19             |
| румыны         | 34            | 1.74              |
| русские        | 12            | 0.61              |
| украинцы       | 8             | 0.41              |
| прочие         | 1             | 0.05              |
| Всего          | 1954          | 100%              |

## Известные уроженцы
- Романеску, Элеонора (1929—2019) — молдавская художница. Народная артистка Молдовской ССР.